# فرانجو ميري
فرانجو ميري هو مبارز بالسيف يوغوسلافي، مثّل بلاده في الألعاب الأولمبية الصيفية 1928.

## روابط خارجية
فرانجو ميري على موقع أوليمبيديا (الإنجليزية)